# Chanodichthys oxycephalus
Chanodichthys oxycephalus är en fiskart som först beskrevs av Bleeker, 1871.  Chanodichthys oxycephalus ingår i släktet Chanodichthys och familjen karpfiskar. Inga underarter finns listade i Catalogue of Life.